# 2021年馬拉地震
2021年馬拉地震，震级為里氏6.0級、矩震級5.9級，於當地時間2021年6月22日晚上9時54分18秒（UTC-5）發生，震央位於秘鲁利馬省馬拉近岸。主震發生後，還發生超過15次餘震，其中最強烈的是當地時間6月23日上午7時03分發生的4.8級餘震。
最初，地震震级為里氏5.8級，秘魯地球物理研究所（Instituto Geofísico del Perú，IGP）修正為6.0級。利馬的震感強烈，利馬都會區和卡涅特省也受地震影響。在地震發生一天後證實，一名六歲男童因心肺停止而死亡。

## 構造背景
秘魯位於纳斯卡板块沿著秘鲁-智利海沟線隱沒到南美洲板块下方的破壞性板塊邊緣之上。兩塊板塊以每年約78毫米或3英寸的速度向彼此匯聚。

## 破壞
利馬和卡涅特省的一些街道因房屋發生山泥傾瀉而關閉，其中科斯塔維德因一場山泥傾瀉而關閉。因應這次地震，秘魯地球物理研究所計劃於2021年6月29日上午10時正（UTC-5）進行地震演習。
據報豪尔赫·查韦斯国际机场和維阿廣場超市的天花板受到一些破壞，貨架上的物品掉落。據報在科斯塔維德發生岩石滑坡。

## 外部連結
- The International Seismological Centre has a bibliography and/or authoritative data for this event.
- IGP earthquake report（页面存档备份，存于）